# Route nationale 488
Die N488 war von 1933 bis 1973 eine französische Nationalstraße, die in zwei Teilen zwischen Chevagnes und Digoin verlief. Ihre Gesamtlänge betrug 35 Kilometer. 1978 wurde die Trasse Teil der neuen N79. Diese wurde 2006 abgestuft. Aktuelle Verwendung für die N488 erfolgt als östliche Einfallstraße von Saint-Étienne abzweigend von der N88, somit ein Seitenast dieser Nationalstraße.

## Streckenverlauf
| Position | höchste zulässige Gesamtgeschwindigkeit | Fahrbahnen | km  | Typ                   | Abschnitt                                      | Längengrad | Breitengrad |
| -------- | --------------------------------------- | ---------- | --- | --------------------- | ---------------------------------------------- | ---------- | ----------- |
| 1        | 70                                      | 2          | 1   | Beginn der Autobahn   | N 88 Lyon                                      | 45.4368    | 4.4394      |
| 2        | 70                                      | 2          | 1.5 | Teilausgebautes Kreuz | A 72                                           | 45.4417    | 4.4311      |
| 3        | 70                                      | 2          | 2   | Teil-Anschlußstelle   | Rue des Rochettes                              | 45.4413    | 4.4233      |
| 4        | 70                                      | 2          |     | Ende in Stadt         | St Etienne Kreisverkehr Antoine Pinay N488/D32 | 45.4435    | 4.4190      |